# Кит
Вижте пояснителната страница за други значения на Кит.
Китовете са едри морски бозайници от разред Китоподобни (Cetacea), който включва още делфините и други. Беззъбите китове (Mysticeti) се хранят с планктон и крил, а зъбатите китове (Odontoce) – с големи риби и калмари.
Някои видове беззъби китове (син кит) са най-големите известни животни в света. Тялото им достига на дължина от 3,5 m при най-дребните видове и до около 30 m (с тегло около 160 тона) при най-едрите.

## Любопитно
- През първите 6 месеца бебето на синия кит наддава с по 110 кг на ден[2].
- Максималната скорост, която китовете могат да развият, е 65 км/ч.[2]
- Косатката притежава зъби, които могат да достигнат до 20 см дължина и 1 кг тегло[2].